# Europium(II)-hydrid
Europium(II)-hydrid ist eine dunkelbraun violette anorganische chemische Verbindung des Europiums aus der Gruppe der Hydride.

## Gewinnung und Darstellung
Europium(II)-hydrid wird über Hydrierung von Europiummetall bei 600 K und 2 MPa Wasserstoffdruck synthetisiert.
{\displaystyle {\ce {Eu + H2 -> EuH2}}}

## Eigenschaften
Europium(II)-hydrid liegt im Bereich von EuH1,86–2,00 vor. Es ist ein Halbleiter mit einer Bandlücke von 1,85 eV. Die Verbindung kristallisiert orthorhombisch in der Raumgruppe Pnma (Raumgruppen-Nr. 62) mit a = 624,5(9) pm, b = 379,0(6) pm und c = 720,7(9) pm in der PbCl2-Struktur, in welcher jedes Europiumatom neunfach von Hydridanionen umgeben ist, in Form von dreifach überkappten trigonalen Prismen. Diese Verbindung zersetzt sich an Luft unter Oxidation und ist unterhalb von 18,3 K ferromagnetisch. EuH2 wird zur Synthese weiterer Europiumhydride und zur Herstellung von Europium(II)-oxid verwendet.